# ليندا توماس
ليندا توماس (بالإسبانية: Lynda)‏ هي كاتبة غنائية ومغنية مكسيكية، ولدت في 21 ديسمبر 1981 في تيخوانا في المكسيك.

## وصلات خارجية
- ليندا توماس على موقع ميوزك برينز (الإنجليزية)
- ليندا توماس على موقع أول ميوزيك (الإنجليزية)
- ليندا توماس على موقع ديسكوغز (الإنجليزية)